# David Torrence
David Torrence, nato David Torrence Thomson (Edimburgo, 17 gennaio 1864 – Los Angeles, 26 dicembre 1951), è stato un attore scozzese.
Fratello dell'attore Ernest Torrence, fece carriera negli Stati Uniti a Broadway e a Hollywood.

## Biografia
Secondo di undici fratelli, David Torrence era figlio di Janet Bryce e di Henry Torrance Thomson. Abbracciò la carriera di attore come fece anche il fratello Ernest, più giovane di lui di quindici anni, che fu il primo a lasciare il Regno Unito per recarsi in California.
David studiò in Inghilterra e in Germania e non ebbe problemi a passare nei primi anni dieci dal teatro al cinema. Lasciò però ben presto lo schermo per dedicarsi completamente al teatro e poter vivere tranquillamente nel suo ranch. Ma, dopo la prima guerra mondiale, dovette ritornare al cinema per appianare alcuni problemi finanziari. Diventò così uno dei caratteristi più quotati: nei ruoli di cattivo che gli venivano affidati, aveva pochi rivali (uno di questi era proprio il fratello Ernest).
Nel suo primo film sonoro, Disraeli (1929), interpretò Lord Michael Probert, che - a causa del proprio antisemitismo - aveva rifiutato alla Banca d'Inghilterra di finanziare il progetto del Canale di Suez sostenuto da Disraeli (interpretato da George Arliss). Torrence recitò ancora un paio di volte con Arliss, vincitore del Premio Oscar. Con il sonoro, la sua carriera però poco alla volta conobbe una parabola discendente e i suoi ruoli diventarono via via sempre minori. Nella sua carriera prese parte a più di un centinaio di pellicole.
David Torrence morì il 26 dicembre 1951, all'età di 87 anni, in una casa di riposo per artisti di Woodland Hills. Venne sepolto all'Inglewood Park Cemetery di Los Angeles.

## Premi e riconoscimenti
Per il suo contributo all'industria cinematografica, a David Torrence fu assegnata una stella nella Hollywood Walk of Fame al 6564 di Hollywood Blvd.

## Filmografia
- The Prisoner of Zenda, regia di Hugh Ford ed Edwin S. Porter (1913)
- Tess of the D'Urbervilles, regia di J. Searle Dawley (1913)
- The Inside of the Cup, regia di Albert Capellani (1921)
- Received Payment
- Sherlock Holmes, regia di Albert Parker (1922)
- A Virgin's Sacrifice, regia di Webster Campbell (1922)
- La ragazza del West (Tess of the Storm Country), regia di John S. Robertson (1922)
- La donna è mobile (Forsaking All Others), regia di Émile Chautard (1922)
- La forza d'una menzogna (The Power of a Lie), regia di George Archainbaud (1922)
- Trimmed in Scarlet, regia di Jack Conway (1923)
- Abysmal Brute, regia di Hobart Henley (1923)
- The Man Next Door, regia di Victor Schertzinger (1923)
- Railroaded, regia di Edmund Mortimer (1923)
- The Light That Failed, regia di George Melford (1923)
- The Drums of Jeopardy, regia di Edward Dillon (1923)
- The Dawn of a Tomorrow, regia di George Melford (1924)
- Which Shall It Be?, regia di Renaud Hoffman (1924)
- Surging Seas, regia di James Chapin (1924)
- Tiger Love, regia di George Melford (1924)
- Sawdust Trail, regia di Edward Sedgwick (1924)
- Il passo del destino (Love's Wilderness), regia di Robert Z. Leonard (1924)
- Idle Tongues, regia di Lambert Hillyer (1924)
- He Who Laughs Last, regia di Jack Nelson (1925)
- The Reckless Sex, regia di Alan James (come Alvin J. Neitz) (1925)
- Her Husband's Secret
- Fighting the Flames
- The Mystic, regia di Tod Browning (1925)
- What Fools Men
- The Wheel, regia di Victor Schertzinger (1925)
- La torre delle menzogne (The Tower of Lies), regia di Victor Sjöström (1925)
- The Other Woman's Story, regia di B.F. Stanley (1925)
- The Auction Block, regia di Hobart Henley (1926)
- The King of the Turf, regia di James P. Hogan (1926)
- Oh What a Nurse!, regia di Charles Reisner (1926)
- Miss Charleston (Sandy), regia di Harry Beaumont (1926)
- The Isle of Retribution, regia di James P. Hogan (1926)
- Brown of Harvard, regia di Jack Conway (1926)
- Race Wild
- The Wolf Hunters
- Laddie
- The Man in the Shadow, regia di David Hartford (1926)
- Forever After, regia di F. Harmon Weight (1926)
- The Unknown Cavalier, regia di Albert S. Rogell (1926)
- The Third Degree, regia di Michael Curtiz (1926)
- The Midnight Watch, regia di Charles J. Hunt (1927)
- Il cavaliere misterioso (The Mysterious Rider), regia di John Waters (1927)
- Annie Laurie la fanciulla scozzese (Annie Laurie), regia di John S. Robertson (1927)
- Il mondo ai suoi piedi (The World at Her Feet) , regia di Luther Reed (1927)
- Rolled Stockings, regia di Richard Rosson (1927)
- Hazardous Valley, regia di Alan James (1927)
- On the Stroke of Twelve, regia di Charles J. Hunt (1927)
- The Big Noise, regia di Allan Dwan (1928)
- The Little Shepherd of Kingdom Come, regia di Alfred Santell (1928)
- Undressed, regia di Phil Rosen (1928)
- City of Purple Dreams, regia di Duke Worne (1928)
- The Cavalier
- Silks and Saddles, regia di Robert F. Hill (1929)
- Untamed Justice, regia di Harry S. Webb (1929)
- Forzuto (Strong Boy), regia di John Ford (1929)
- La guardia nera (The Black Watch), regia di John Ford (1930)
- Cuori in esilio (Hearts in Exile), regia di Michael Curtiz (1929)
- Disraeli, regia di Alfred E. Green (1929)
- Il nostro pane quotidiano (Our Daily Bread), regia di Friedrich Wilhelm Murnau (1930)
- Raffles, l'Arsenio Lupin inglese (Raffles), regia di George Fitzmaurice e, non accreditato, Harry d'Abbadie d'Arrast (1930)
- Scotland Yard, regia di William K. Howard (1930)
- River's End
- The Devil to Pay!
- How I Play Golf, by Bobby Jones No. 9: 'The Driver', regia di George Marshall (1931)
- The Bachelor Father (1931)
- Ripudiata (East Lynne), regia di Frank Lloyd (1931)
- Five Star Final, regia di Mervyn LeRoy (1931)
- Una famiglia 900 (A Successful Calamity), regia di John G. Adolfi (1932)
- Catene (Smilin' Through), regia di Sidney Franklin (1932)
- La maschera di Fu Manchu (The Mask of Fu Manchu), regia di Charles Brabin e, non accreditato, King Vidor (1932)
- Cavalcata (Cavalcade), regia di Frank Lloyd (1933)
- Horse Play, regia di Edward Sedgwick (1933)
- Voltaire, regia di John G. Adolfi (1933)
- La maschera (The Masquerader), regia di Richard Wallace (1933)
- La strana realtà di Peter Standish (Berkeley Square), regia di Frank Lloyd (1933)
- La regina Cristina (Queen Christina), regia di Rouben Mamoulian (1933)
- Tanya (Mandalay), regia di Michael Curtiz (1934)
- La spia B 28 (Madame Spy), regia di Karl Freund (1934)
- All Men Are Enemies, regia di George Fitzmaurice (1934)
- Jane Eyre - L'angelo dell'amore (Jane Eyre), regia di Christy Cabanne (1934)
- Il nemico invisibile (Charlie Chan in London), regia di Eugene Forde (1934)
- What Every Woman Knows, regia di Gregory La Cava (1934)
- Black Sheep, regia di Allan Dwan (1935)
- Allegri eroi (Bonnie Scotland - Heroes of the Regiment), regia di James W. Horne (1935)
- L'angelo delle tenebre (The Dark Angel), regia di Sidney Franklin (1935)
- L'artiglio giallo (Charlie Chan in Shanghai), regia di James Tinling (1935)
- Il sentiero della melodia (Harmony Lane), regia di Joseph Santley (1935)
- La tragedia del Bounty (Mutiny on the Bounty), regia di Frank Lloyd (1935)
- Capitan Blood (Captain Blood), regia di Michael Curtiz (1935)
- Il medico di campagna (The Country Doctor), regia di Henry King (1936)
- Maria di Scozia (Mary of Scotland), regia di John Ford (1936)
- Annie Laurie, regia di Joseph Sherman (1936)
- Il nemico amato (Beloved Enemy), regia di H.C. Potter (1936)
- Orizzonte perduto (Lost Horizon), regia di Frank Capra (1937)
- L'isola delle perle (Bassa marea), regia di James P. Hogan (1937)
- Five of a Kind, regia di Herbert I. Leeds (1938)
- Bulldog Drummond's Bride, regia di James P. Hogan (1939)
- L'esploratore scomparso (Stanley and Livingstone), regia di Henry King e Otto Brower (1939)
- Il dominatore del mare (Rulers of the Sea), regia di Frank Lloyd (1939)
- I deportati di Botany Bay (Botany Bay), regia di John Farrow (1953)

## Spettacoli teatrali
- Woman and Wine (Broadway, 11 aprile 1900)
- The Military Maid (Broadway, 8 ottobre 1900)
- When Knighthood Was in Flower di Paul Kester (Broadway, 14 gennaio 1901)
- The Diplomat (Broadway, 20 marzo 1902)
- My Lady Molly (Broadway, 5 gennaio 1904)
- The Sho-Gun (Broadway, 10 ottobre 1904)
- The Ham Tree (Broadway, 28 agosto 1905)
- The Call of the North (Broadway, 24 agosto 1908)
- What Every Woman Knows (Broadway, 23 dicembre 1908)
- Detective Sparks (Broadway, 23 agosto 1909)
- Evangeline (Broadway, 4 ottobre 1913)
- The Yellow Ticket (Broadway, 20 gennaio 1914)
- The Little Minister (Broadway, 11 gennaio 1916)
- A Kiss for Cinderella (Broadway, 25 dicembre 1916)
- Daybreak (Broadway, 14 agosto 1917)
- The Little Whopper (Broadway, 13 ottobre 1919)
- Smilin' Through (Broadway, 30 dicembre 1919)
- The Right to Strike (Broadway, 24 ottobre 1921)